# St. Georgen am Ybbsfelde
St. Georgen am Ybbsfelde (auch Sankt Georgen am Ybbsfelde) ist eine Marktgemeinde mit 2807 Einwohnern (Stand 1. Jänner 2025) im Bezirk Amstetten in Niederösterreich.

## Geografie
Die Marktgemeinde St. Georgen am Ybbsfelde liegt im Mostviertel in Niederösterreich. Etwa 14 Prozent der Fläche ist bewaldet.

### Gemeindegliederung
Die Marktgemeinde besteht aus vier Katastralgemeinden (Stand 31. Dezember 2023):
- Hermannsdorf (315,37 ha)
- Krahof (803,85 ha)
- Leutzmannsdorf (510,24 ha)
- St. Georgen am Ybbsfelde (652,85 ha)

Das Gemeindegebiet umfasst sechs Ortschaften (in Klammern Einwohnerzahl Stand 1. Jänner 2025):
- Hart (467)
- Hermannsdorf (248) samt Au und Balldorf
- Krahof (338) samt Dipolzwiese, Führamühl, Höhenberg, Kienberg, Oehlsitzmühle, Sündhof und Vogelsang
- Leutzmannsdorf (279)
- Matzendorf (165)
- St. Georgen am Ybbsfelde (1310) samt Allersdorf, Galtbrunn, Gumpenberg, Perasdorf, Thalling und Triesenegg

### Nachbargemeinden
| Viehdorf  | Neustadtl an der Donau                      |                            |
|           | Kompassrose, die auf Nachbargemeinden zeigt | Blindenmarkt (Bezirk Melk) |
| Amstetten | Euratsfeld                                  | Ferschnitz                 |

## Geschichte
Im Altertum war das Gebiet Teil der Provinz Noricum.
Der Ort wurde erstmals 1230 im Babenberger Urbar urkundlich erwähnt. Die Georgskirche wurde schon in der ersten Hälfte des 11. Jahrhunderts vermutlich als Teil der Wehranlage „Averhilteburchstal“ errichtet. 1529 und 1532 gab es Türkeneinfälle. Unter dem Einfluss der nahegelegenen Herrschaften Seisenegg und Freidegg wurde auch St. Georgen vorübergehend protestantisch. Im Bauernkrieg von 1597 sammelten sich in St. Georgen die Aufständischen. 1679 wütete die Pest in St. Georgen. 1683 wurde der Ort durch die Türken geplündert, 1741 und 1809 durch die Bayern und Franzosen. 1850 entstand die politische Gemeinde St. Georgen am Ybbsfelde.
Von 1915 bis 1918 befand sich bei Hart ein Kriegsgefangenenlager für russische, serbische, italienische und rumänische Kriegsgefangene. In dem bei Matzendorf gelegenen Lagerfriedhof  haben 1839 Kriegsgefangene ihre letzte Ruhestätte gefunden.
1931 spaltete sich Krahof wegen eines Streits über die Aufteilung von Unwetterentschädigungen ab. Seit 1971 bilden Krahof und St. Georgen am Ybbsfelde wieder eine gemeinsame Gemeinde.
1976 erfolgte die Markterhebung von St. Georgen am Ybbsfelde.

### Bevölkerungsentwicklung
| St. Georgen am Ybbsfelde: Einwohnerzahlen von 1869 bis 2025 | St. Georgen am Ybbsfelde: Einwohnerzahlen von 1869 bis 2025 | St. Georgen am Ybbsfelde: Einwohnerzahlen von 1869 bis 2025 | St. Georgen am Ybbsfelde: Einwohnerzahlen von 1869 bis 2025 | St. Georgen am Ybbsfelde: Einwohnerzahlen von 1869 bis 2025 |
| ----------------------------------------------------------- | ----------------------------------------------------------- | ----------------------------------------------------------- | ----------------------------------------------------------- | ----------------------------------------------------------- |
| Jahr                                                        |                                                             |                                                             |                                                             | Einwohner                                                   |
| 1869                                                        | 1869                                                        |                                                             | 1.257                                                       | 1.257                                                       |
| 1880                                                        | 1880                                                        |                                                             | 1.281                                                       | 1.281                                                       |
| 1890                                                        | 1890                                                        |                                                             | 1.220                                                       | 1.220                                                       |
| 1900                                                        | 1900                                                        |                                                             | 1.303                                                       | 1.303                                                       |
| 1910                                                        | 1910                                                        |                                                             | 1.361                                                       | 1.361                                                       |
| 1923                                                        | 1923                                                        |                                                             | 1.478                                                       | 1.478                                                       |
| 1934                                                        | 1934                                                        |                                                             | 1.392                                                       | 1.392                                                       |
| 1939                                                        | 1939                                                        |                                                             | 1.533                                                       | 1.533                                                       |
| 1951                                                        | 1951                                                        |                                                             | 1.411                                                       | 1.411                                                       |
| 1961                                                        | 1961                                                        |                                                             | 1.476                                                       | 1.476                                                       |
| 1971                                                        | 1971                                                        |                                                             | 1.687                                                       | 1.687                                                       |
| 1981                                                        | 1981                                                        |                                                             | 1.989                                                       | 1.989                                                       |
| 1991                                                        | 1991                                                        |                                                             | 2.262                                                       | 2.262                                                       |
| 2001                                                        | 2001                                                        |                                                             | 2.548                                                       | 2.548                                                       |
| 2011                                                        | 2011                                                        |                                                             | 2.749                                                       | 2.749                                                       |
| 2021                                                        | 2021                                                        |                                                             | 2.884                                                       | 2.884                                                       |
| 2025                                                        | 2025                                                        |                                                             | 2.807                                                       | 2.807                                                       |
| Quelle(n): Statistik Austria, Gebietsstand 1.1.2021         |                                                             |                                                             |                                                             |                                                             |

## Kultur und Sehenswürdigkeiten

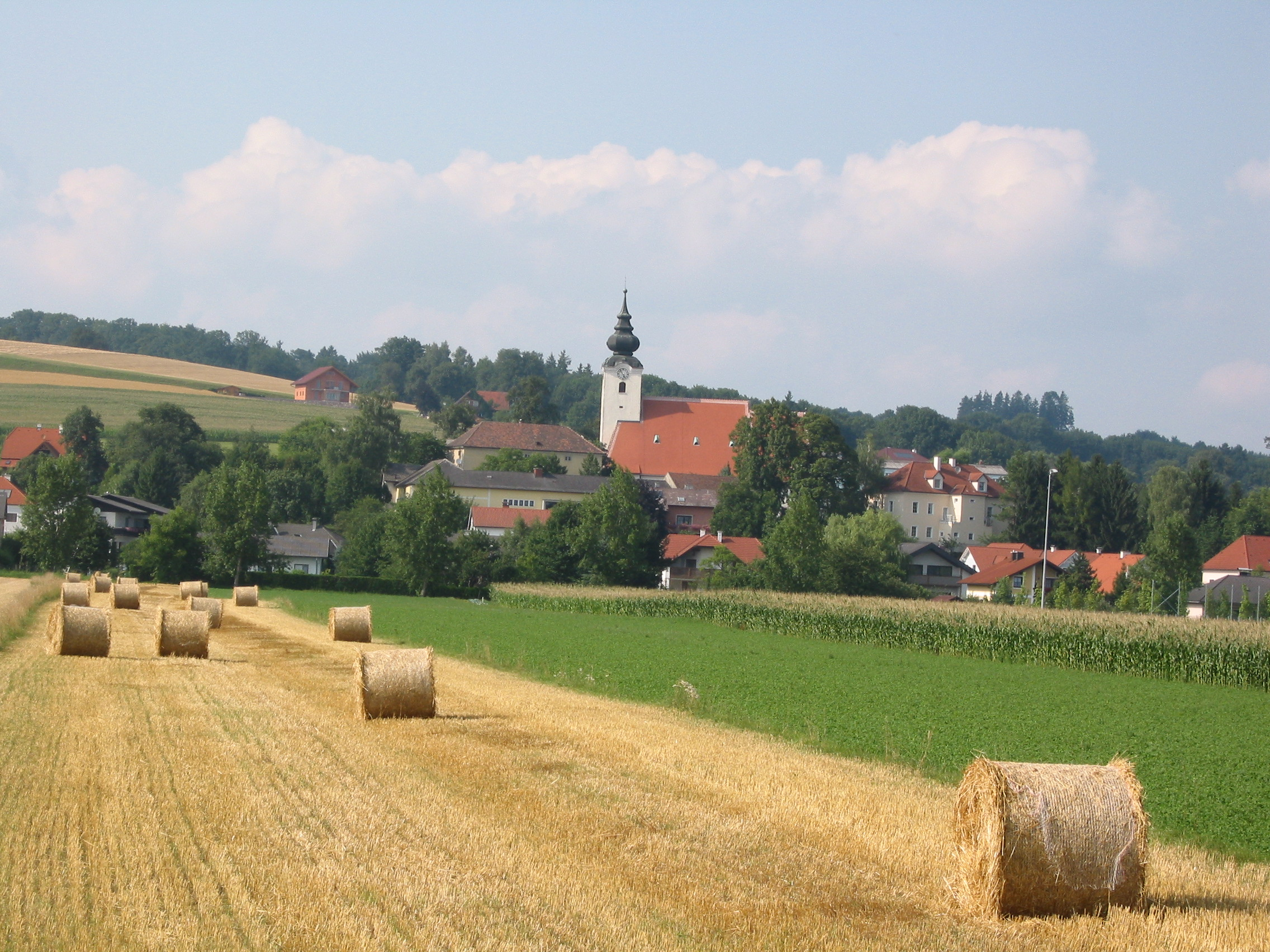
Pfarrkirche St. Georgen am Ybbsfelde

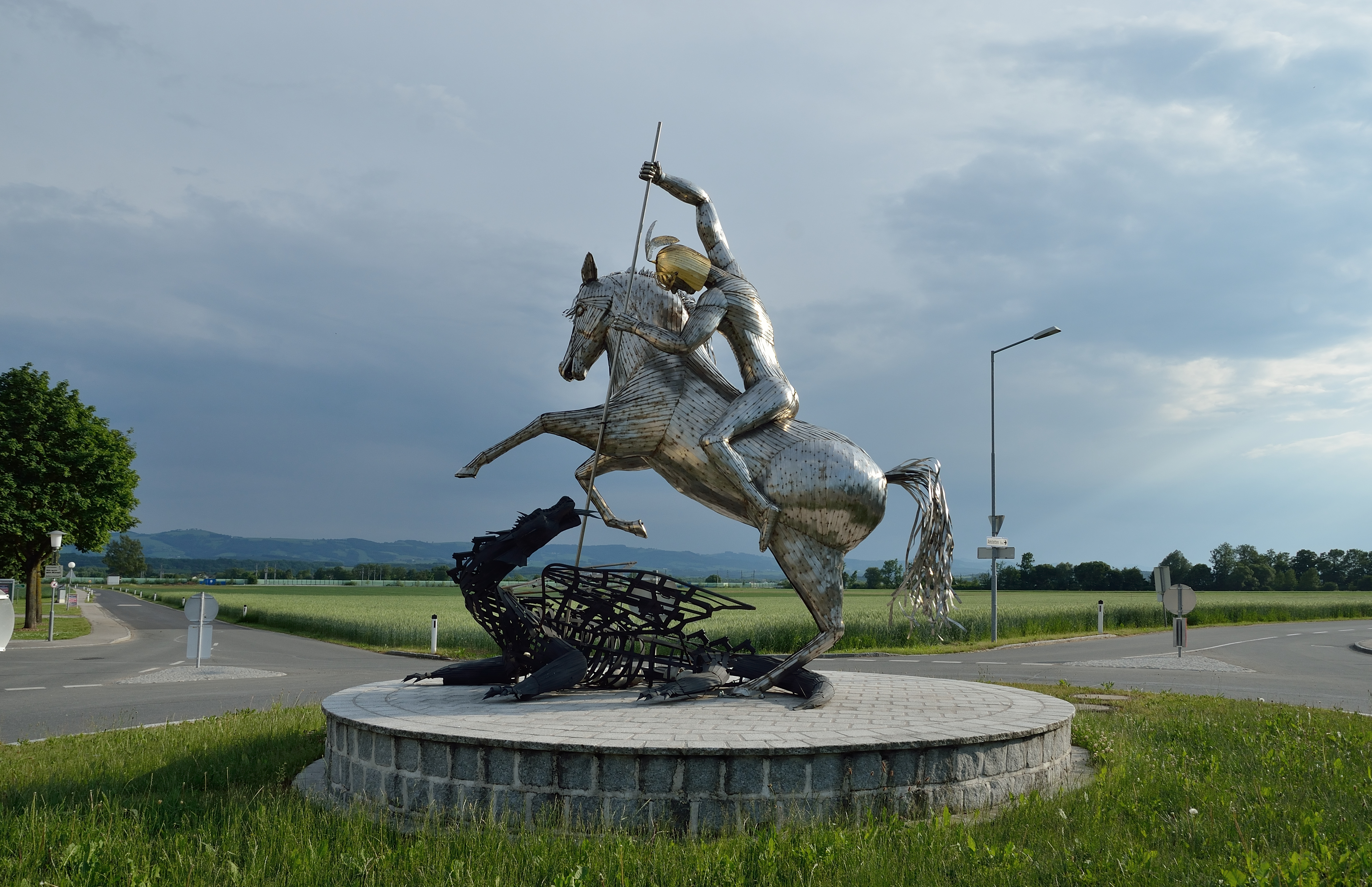
Georg tötet den Drachen im Kreisverkehr

- Katholische Pfarrkirche St. Georgen am Ybbsfelde hl. Georg: Eine erstmalige Erwähnung der Pfarrkirche St. Georgen am Ybbsfelde ist bereits um 1100 zu finden. Die Südseite des dreischiffigen Gotteshauses wurde 1381 und die nördliche Seitenkapelle 1419 dazugebaut. Unter Pfarrer Schmidl, der von 1863 bis 1891 die Pfarre leitete und der ein großer Marienverehrer war, wurde eine Lourdes-Statue aufgestellt, sodass St. Georgen für viele Gläubige zu einem Marien-Wallfahrtsort wurde. Um 1900 wurde die Einrichtung und Ausstattung der Kirche weitgehend regotisiert. Ein großer, neugotischer, reich geschnitzter Flügelaltar ist das Herzstück der Kirche. Anfang der 1930er Jahre gab es eine umfassende Kirchenrenovierung und die Pfarrkirche erhielt großteils ihr heutiges Aussehen. Besonders erwähnenswert sind neben dem im Barock-Stil gefertigten schwarz-goldgefassten Orgelgehäuse die Glasfenster im Presbyterium, darstellend die Geheimnisse des glorreichen Rosenkranzes.
- Metallstatue Hl. Georg: Entworfen und gefertigt wurde die Metallskulptur des Ortspatrons vom Künstler Odin Mohammed Rosenzweig. Im Jahr 2014 wurde diese im Ort aufgestellt und stellt seitdem ein Wahrzeichen der Marktgemeinde dar. Der Drache soll durch den Einbau von Pistolen und automatischen Gewehren das Böse der Gegenwart verkörpern.

## Wirtschaft und Infrastruktur
Nichtlandwirtschaftliche Arbeitsstätten gab es im Jahr 2001 90, land- und forstwirtschaftliche Betriebe nach der Erhebung 1999 122. Die Zahl der Erwerbstätigen am Wohnort betrug nach der Volkszählung 2001 1.222. Die Erwerbsquote lag 2001 bei 49 Prozent. Im Jahresdurchschnitt 2003 gab es am Ort 15 Arbeitslose.

### Bildung
In St. Georgen gibt es einen Kindergarten und eine Volksschule.

### Sport
- Union St. Georgen am Ybbsfelde: Die Union hat Sektionen für Fußball, Sportfliegen, Tennis, Tischtennis, Turnen und Wandern. Aushängeschild ist die 1979 gegründete Fußballsektion, die nach den Meistertiteln der Jahre 1996 und 1997 acht Jahre lang der Gebietsliga West angehörte und nun in der 1. Klasse West des Niederösterreichischen Fußballverbands spielt. In den letzten Jahren wurde die Sportanlage kontinuierlich erweitert. Bereits im August 1992 wurde eine überdachte Zuschauertribüne eingeweiht. 2004 wurde mit dem Bau eines neuen Klubhauses begonnen, welches im Sommer 2006 feierlich eröffnet wurde. Seither ist man stolz über eine der schönsten Sportanlagen im Mostviertel zu verfügen. Der SCU Raika St. Georgen hat sich vor allem im Bereich der Nachwuchsarbeit einen guten Ruf erarbeitet und bringt immer wieder Talente für die Kampfmannschaft hervor, die sich fast ausschließlich aus Eigenbauspielern zusammensetzt. Die Klubfarben sind schwarz-weiß. Nach dem Abstieg aus der Gebietsliga im Jahr 2005 wurde eine neue Mannschaft von Trainer Josef Raab zusammengestellt, die auf Anhieb den guten 4. Platz erreichen konnte. Nach der Herbstsaison 2006 belegt das Team Rang 2 in der Tabelle. Nach einem neuerlichen Abstieg im Jahr 2010 spielte der Verein seit der Saison 2010/11 in der 2. Klasse Yspertal. Der sofortige Wiederaufstieg wurde als Ziel ausgegeben. In der Saison 2011/12 gelang dem SCU unter Trainer Florin Calin der Aufstieg in die 1. Klasse West.
- 2005 wurde durch die Gemeinde und den Dorferneuerungsverein eine Freizeitanlage mit FunCourt und Beachvolleyballplatz gebaut. Nach Fertigstellung übernahm der Verein FunSport die Betreuung und organisiert und veranstaltet diverse Sportevents, Trainings und regelmäßige Spieltage. Der Platz steht allen St. Georgnern und FunSport-Mitgliedern zur sportlichen Betätigung zur Verfügung.

## Politik

### Gemeinderat
Der Gemeinderat hatte bis 1990 19, seit 1995 hat er 21 Mitglieder.
- Nach den Gemeinderatswahlen in Niederösterreich 1990 hatte der Gemeinderat folgende Verteilung: 11 ÖVP, 6 SPÖ und 2 FPÖ.
- Nach den Gemeinderatswahlen in Niederösterreich 1995 hatte der Gemeinderat folgende Verteilung: 13 ÖVP, 6 SPÖ und 2 FPÖ.[9]
- Nach den Gemeinderatswahlen in Niederösterreich 2000 hatte der Gemeinderat folgende Verteilung: 14 ÖVP, 5 SPÖ und 2 FPÖ.[10]
- Nach den Gemeinderatswahlen in Niederösterreich 2005 hatte der Gemeinderat folgende Verteilung: 14 ÖVP, 6 SPÖ und 1 FPÖ.[11]
- Nach den Gemeinderatswahlen in Niederösterreich 2010 hatte der Gemeinderat folgende Verteilung: 14 ÖVP, 5 SPÖ und 2 FPÖ.[12]
- Nach den Gemeinderatswahlen in Niederösterreich 2015 hatte der Gemeinderat folgende Verteilung: 13 ÖVP, 5 SPÖ und 3 FPÖ.[13]
- Nach den Gemeinderatswahlen in Niederösterreich 2020 hat der Gemeinderat folgende Verteilung: 17 ÖVP, 3 SPÖ und 1 FPÖ.[14]
- Nach den Gemeinderatswahlen in Niederösterreich 2025 hat der Gemeinderat folgende Verteilung: 17 ÖVP, 2 FPÖ und 2 SPÖ.[15]

### Bürgermeister
- 1850–1888 Anton Dorninger
- 1888–1900 Lambert Ortner
- 1900–1915 Florian Dorninger
- 1915–1919 Josef Parb
- 1919–1938 Franz Klamminger
- 1938–1945 Franz Loibl
- 1945–1945 Florian Dorninger
- 1945–1955 Johann Dammerer
- 1955–1965 Anton Hinterdorfer
- 1965–1998 Alois Jäger
- 1998–2009 Viktor Schneider (ÖVP)
- 2009–2019 Liselotte Kashofer (ÖVP)
- seit 2019 Christoph Haselsteiner (ÖVP)

## Persönlichkeiten

### Ehrenbürger der Gemeinde
- 1990: Karl Grim (* 1926), ehemaliger Vizebürgermeister von St. Georgen am Ybbsfelde
- 1997: Josef Lammerhuber (1927–2020), Pfarrer von St. Georgen am Ybbsfelde[16]
- 1998: Alois Jäger (1938–2022), ehemaliger Bürgermeister von St. Georgen am Ybbsfelde[17]
- 1998: Josef Fink (1932–2009), Feuerwehrkommandant 1959–1996

### Söhne und Töchter der Gemeinde
- Leopold Vogl (1868–1940), Politiker (SdP)
- Maria Wageneder (* 1957), Sonderschullehrerin und Politikerin (Grüne)

### Mit der Gemeinde verbundene Persönlichkeiten
- Bernhard Ebner (* 1973), Politiker (ÖVP)